# Tomasz Jamka
Tomasz Jamka (ur. 24 stycznia 1973 w Kielcach) – polski samorządowiec i urzędnik, w latach 2020–2024 członek zarządu województwa świętokrzyskiego VI kadencji.

## Życiorys
Absolwent ekonomii w Wyższej Szkole Handlowej w Kielcach oraz zarządzania i marketingu na Akademii Ekonomicznej w Krakowie. Kształcił się podyplomowo w zakresie samorządu i administracji w Wyższej Szkole Administracji Publicznej w Kielcach. W latach 2006–2007 kierownik Działu Transportu i Zakładu Obsługi Informatyki w Świętokrzyskim Urzędzie Wojewódzkim. Następnie od 2007 do 2017 zatrudniony w Departamencie Organizacyjno-Administracyjnym Urzędu Marszałkowskiego Województwa Świętokrzyskiego. W 2017 objął funkcję dyrektora Sądu Okręgowego w Kielcach.
Należał do Prawa i Sprawiedliwości. Później przeszedł do Solidarnej Polski (w 2023 przekształconej w Suwerenną Polskę). Reprezentując to ugrupowanie bez powodzenia kandydował z listy PiS w 2014 do rady miejskiej Kielc, a w 2024 do sejmiku świętokrzyskiego. 25 lutego 2020 został powołany na stanowisko członka zarządu województwa świętokrzyskiego. Zakończył pełnienie funkcji wraz z całym zarządem 6 maja 2024, został następnie zastępcą dyrektora Wojewódzkiego Ośrodka Ruchu Drogowego w Kielcach.